# Norrbostämman
Norrbostämman är en spelmansstämma arrangerad av Norrbo hembygdsförening, och den första stämman gick av stapeln 1972. Stämman hålls på Norrbo hembygdsgård i Norrbo socken, ett par mil utanför Delsbo, den andra söndagen i juli, helgen efter Delsbostämman och helgen före Bjuråkersstämman. 
Sedan 2016 är Emma Härdelin musikansvarig för Norrbostämman och därmed får stämman delvis en helt unik inriktning på vissång. Lördagen innan Norrbostämman är en konsertkväll med framträdanden på scenen, som vetter ut över sjön Norra Dellen. Varje onsdagskväll under juni, juli och augusti hålls sedan 1979 de informella kvällsstämmorna på samma plats. 